# 神照本如
神照本如（981年—1050年）族姓林氏，四明句章（今浙江鄞縣）人，北宋禪僧，法嗣於宋天台宗山家派四明知禮。
本如禪師受慈雲遵式選任接席台州東掖山能仁寺方丈，居東掖山達三十年之久，弘天台之教觀，揚大乘之典籍《法華經》、《涅槃經》、《金光明經》、《觀無量壽經》、《摩訶止觀》。嘗集百僧，修法華懺長達一年，瑞驗屢見。
北宋慶曆二年（1042）宋仁宗賜號“神照法師”及紫衣袈裟。
晚年專修淨土法門，曾與丞相章郇公及諸賢結社唸佛，仁宗賜其“白蓮庵院”匾額。
皇祐三年五月入寂，春秋七十，僧臘五十三。門人為其立塔葬於“白蓮庵院”北面。

## 公案軼事
曾以《法華經》向四明尊者請益。四明尊者突然大聲喊道：汝名本如。本如當頭棒喝，豁然大悟。後作偈曰:處處逢歸路，頭頭達故鄉。本來成現事，何必待思量。

## 師承
- 四明知禮

## 弟子
- 能仁法寶
- 錢唐義全
- 承天懷雅
- 天台寶纖
- 櫨菴有嚴
- 法真處咸
- 神悟處謙

## 主要著作
- 《仁王懺儀》
- 《普賢行法經義疏》
- 《觀普賢菩薩行法經義疏》

## 外部連結
- 天台宗山家派傳人廣智尚賢淺議 （页面存档备份，存于）
- 本如法師 （页面存档备份，存于）